# Setge de Turtuixa (808)
El setge de Turtuixa de 808 va ser un intent fracassat d'atac a la ciutat de Tortosa per part de les tropes de Lluís el Pietós, amb el suport del seu llegat Ingobert i els comandants Berà i Ademar de Narbona. Després d'una primera expedició fallida en 804, els atacants van dividir l'exèrcit i van intentar atacar la ciutat pel sud, però van ser detectats pel valí de Tortosa i van haver de retirar-se. Posteriorment es van fer altres intents de conquesta de Turtuixa el 809 i de Wasqa els anys 807 i 812.

## Antecedents
La conquesta de Girona, el 785, i la conquesta de la franja de terres situades entre les comarques del Pla de Banyoles i l'Alt Segre van obrir el camí a l'atac a Barcelona, que havia restat més de 80 anys, almenys tres generacions nascudes i criades en un medi musulmà. La majoria de la població s'havia convertit, tret d'una minoria recalcitrant restava cristiana, a la qual, per la liberalitat musulmana, se li tolerava el culte i el seu regiment per governants indígenes.
L'Emirat de Còrdova estava en ple conflicte doncs Al-Hàkam I estava lluitant contra les pretensions dels seus oncles Sulaymán i Abd-Al·lah ibn Abd-ar-Rahman, que es van rebel·lar a la mort d'Hixam I, i el 798 Guillem de Tolosa, que coordinava les operacions per conquerir al-Tagr al-Ala en nom de Lluís el Pietós, convocà la Dieta de Tolosa a la qual assistiren ambaixadors d'Alfons II d'Astúries i Bahlul Ibn Marzuq.
Carlemany va atacar el 800 les ciutats de Wasqa i Làrida, i es provoca una revolta a Pamplona que acaba amb la sobirania musulmana, i el 3 d'abril de 801 els musulmans van obrir les portes de Madinat Barshiluna, que estava assetjada per les tropes de Lluís el Pietós, comandades pel duc Guillem de Tolosa des de la tardor del 800. La frontera del Llobregat fou fortament reforçada mentre Al-Hàkam I intentava el 801 recuperar Pamplona sent derrotat en la batalla de Conchas de Arganzón.
Lluís el Pietós va dirigir una primera expedició que va arribar a Tarragona i va assetjar Turtussa sense cap resultat retirant-se cap al nord.

## El setge
Carlemany va enviar al seu llegat, Ingobert, a Tolosa perquè fos oficialment enviat pel seu fill Lluís el Pietós en una nova expedició al sud de Barcelona. Ingobert va seguir la mateixa tàctica del 804 i va dividir l'exèrcit; el cos que ell manava va marxar contra Tortosa i l'altre cos, manat per Berà i Ademar de Narbona, l'havia de rodejar i atacar-la pel sud. Segons l'Astrònom, cronista oficial dels francs, a la seva «Vita Hludovici», en creuar les forces de Berà el riu d'amagat amb unes barques preparades, els cavalls ho van fer nedant i les seves defecacions arrossegades pel corrent van ser detectades a Tortosa. El valí d'aquesta ciutat va atacar a Berà i Ademar que van aconseguir escapolir-se amb poques baixes i reunir-se amb l'exèrcit d'Ingobert, però ambdós es van haver de retirar.

## Conseqüències
Posteriorment es va fer un darrer intent de conquesta de Turtuixa el 809, i de Wasqa els anys 807 i 812, 